# Die Chaos-Kreuzfahrt
Die Chaos-Kreuzfahrt (Originaltitel One Crazy Cruise) ist eine US-amerikanisch-kanadische Filmkomödie des Fernsehsenders Nickelodeon aus dem Jahr 2015.

## Handlung
Die Patchworkfamilie Jensen-Bauer, bestehend aus Vater Ryan Bauer mit Tochter Ellie und Sohn Cameron sowie Mutter Sophia Jensen mit Tochter Piper und Sohn Nate, begibt sich auf eine Kreuzfahrt in die Karibik. Während dieser Reise muss Ryan eine von ihm entwickelte App präsentieren, dessen einzige Kopie sich auf seinem Tablet befindet und deren Erfolg über seine weitere Karriere entscheidet. Unter den Geschwisterpaaren gibt es zahlreiche Streitigkeiten, da die „neuen“ Familienmitglieder nicht akzeptiert werden. Auf dem Schiff angekommen, treffen sie auf Ryans Chef Mr. Bragg, der ihm erneut die Wichtigkeit seiner Präsentation klarmacht, und dessen überheblich wirkende Tochter Melina. Ryan verstaut das Tablet im Safe in der Kabine der Kinder. Am ersten Abend der Kreuzfahrt besucht die Familie eine Hypnosevorführung. Ellie, Cameron, Piper und Nate werden auf die Bühne geholt und hypnotisiert.
Am nächsten Morgen wachen die vier in ihrer völlig verwüsteten Kabine auf. Alle sind verkleidet wie Piraten. An Ellies Arm ist ein künstliches Bein mit einer Handschelle gefesselt, Piper vermisst den Schmuck ihrer Mutter, Nate sitzt in der Badewanne, die mit einer stark färbenden, lila Flüssigkeit gefüllt ist, und im Badezimmer sitzt ein Seelöwe. Keiner der vier kann sich an die Geschehnisse der letzten Nacht erinnern, und schließlich entdecken die Kinder, das das Tablet ihres Vaters nicht mehr im Safe liegt. Da die Präsentation der App am Abend stattfinden soll, versuchen sie, den Verlauf der Nacht zu rekonstruieren. Dabei entdecken sie eine SMS eines unbekannten Verehrers auf Ellies Handy, Cameron hat offenbar einen fremden Jungen zu einem Duell herausgefordert und Piper hat den Schmuck ihrer Mutter mit Melina gegen einen Gürtel getauscht. Während ihrer Recherche nach den Ereignissen der Nacht werden die vier von der Sicherheitschefin des Schiffs („Head of Ship Security“, kurz „H.O.S.S.“) verfolgt, die einige Aktionen der Kinder auf Überwachungsbändern entdeckt hat und sie dafür zur Rechenschaft ziehen will. Ellie, Cameron, Piper und Nate erkennen, dass sie es nur gemeinsam schaffen können, die Geschehnisse aufzuklären, das Tablet wiederzufinden und damit die Karriere ihres Vaters zu retten. Mit Hilfe eines Kellners, der sich als Sohn des Schiffseigners herausstellt, können sie H.O.S.S. abschütteln. Cameron besiegt den fremden Jungen im Duell, und Piper gelingt es, den Schmuck ihrer Mutter zurückzubekommen. Ellie findet heraus, dass die Beinprothese Ryans Chef gehört, mit Nates Unterstützung schafft sie es, ihm die Prothese unentdeckt zurückzugeben. Schließlich finden die vier Geschwister das Tablet und können es kurz vor der Präsentation Ryan unbemerkt zustecken. Dort wird es allerdings unabsichtlich zerstört, was die Veranstaltung erneut gefährdet. Ellie, Piper und Nate gelingt es mit Hilfe von Melina, mit einem improvisierten Musicalauftritt die Vorführung so lange herauszuzögern, bis Cameron die Präsentation mittels seiner tragbaren Spielkonsole vorführen kann; die Veranstaltung wird ein voller Erfolg.
Am Abend der Präsentation stellt sich heraus, dass die Schnitzeljagd nach dem Tablet durch den Hypnotiseur inszeniert wurde, der damit die offensichtlich zerstrittenen Kinder zu einer Familie zusammenführen wollte. Außerdem stellt Piper fest, dass die unbekannte SMS auf Ellies Handy von Popstar Cody Simpson stammt, der auf der Reise einen Überraschungsauftritt hatte.

## Hintergrund
Die Chaos-Kreuzfahrt spielt in der Karibik, die Dreharbeiten zum Film fanden jedoch im kanadischen Vancouver statt. Während der Dreharbeiten regnete es oft und es herrschten relativ niedrige Temperaturen, so dass die Schauspieler unter ihrer Kleidung mit Wärmekissen ausgestattet wurden, um nicht zu frieren und eine sommerliche Karibik-Atmosphäre darstellen zu können.
Die Hauptdarsteller des Films traten alle bereits in anderen Nickelodeon-Serienproduktionen auf. Kira Kosarin spielt die Rolle der Phoebe in Die Thundermans, Benjamin Flores, Jr verkörperte den Louie Preston in Voll Vergeistert, Sydney Park spielte eine Hauptrolle in der Sitcom Instant Mom und Rio Mangini ist der Darsteller von Ace McFumbles in der Serie Bella and the Bulldogs.

## Rezeption
Die US-amerikanische Non-Profit-Organisation Common Sense Media, von welcher Filmproduktionen nach kindgerechten Gesichtspunkten analysiert werden, bewertet Die Chaos-Kreuzfahrt mit vier von fünf Sternen. Der Film sei eine verrückte Abenteuerkomödie, die vor allem bei den jüngeren Zuschauern gut ankäme, nicht zuletzt durch den Auftritt des Popstars Cody Simpson. Besonders positiv hervorgehoben wird die Veranschaulichung der Notwendigkeit des menschlichen Miteinanders und der familiären Werte.